# Tanya Harford
Tanya Jane Harford Gemmell (África do Sul, 28 de novembro de 1958) é uma ex-tenista profissional sul-africana.

## Grand Slam finais

### Duplas: 1 (1 título, 0 vice)
| Posição | Ano  | Torneio       | Parceira         | Oponentes                  | Placar   |
| Campeã  | 1981 | Roland Garros | Rosalyn Fairbank | Candy Reynolds Paula Smith | 6–1, 6–3 |